# Venceslas III d'Oława
Pour les articles homonymes, voir Venceslas III.
Venceslas III d'Oława (polonais: Wacław III oławski), né en 1400 et mort entre le 14 janvier et le 28 mai 1423, fut duc d'Oława (allemand: Ohlau) à partir de 1419/1420 jusqu'à sa mort.

## Biographie
Venceslas est le second fils du duc Henri IX de Lubin et de son épouse Anne, fille du duc Przemysław Ier Noszak de  Cieszyn.
Après la mort de son père, survenue entre 1419 et 1420, Venceslas III et son plus jeune frère Louis III héritent conjointement des duchés d'Oława et de Niemcza, où ils règnent ensemble. Leur frère ainé Robert II reçoit quant à lui les duchés de Lubin et Chojnów. Venceslas III meurt en 1423 sans alliance ni postérité, et son frère Louis hérite de sa part dans les duchés.

## Article lié
- Duché de Silésie

## Sources
- (en) & (de) Peter Truhart, Regents of Nations, K. G Saur Münich, 1984-1988  (ISBN 359810491X), Art. « Liegnitz (Pol. Legnica) + Goldberg », p.  2451-2452 & « Brieg (Pol. Brzeg » p. 2448-2449
- (de) Europäische Stammtafeln Vittorio Klostermann, Gmbh, Francfort-sur-le-Main, 2004  (ISBN 3465032926),  Die Herzoge von Schlesien, in Liegnitz 1352-1596, und in Brieg 1532-1586 des Stammes der Piasten  Volume III Tafel 10.